# Länsväg 365
Länsväg 365 går mellan Åsele och Glommersträsk, via Älgsjö, Västermyrriset, Lycksele, Ruskträsk och Norsjövallen. Från Åsele till Älgsjö är riksväg 92 värdväg.

## Sträckning

### Åsele - Lycksele
Efter avfarten från riksväg 92 vid Älgsjö tar en småkuperad terräng över och vägen klättrar sakta uppåt mot Stöttingfjällets högland. Byarna som passeras är få och små. Här kan man verkligen se avfolkningen, på 1950-talet när skogsbruket krävde mycket arbetskraft var invånarantalet mångdubbelt mot nu. Sträckningen går mestadels genom skog, men längs Siksjön följer vägen stranden. Här finns även en badplats. Delen Älgsjö - Västermyrriset är en mestadels linjestakad tvåfilig landsväg, 6,5 m bred.
I trafikknuten Västermyrriset är det ungefär lika långt till Åsele, Lycksele och Fredrika. Här möts även församlingsgränserna – det finns inte mindre än tre kapell med bara några kilometers mellanrum, Lillögda kapell i Åsele församling, Långbäcken i Fredrika församling och Åttonträsk i Lycksele församling. Vid Åttonträsk går vägen på en lång bank tvärs över sjön. I byn Vägsele sammanstrålar de gamla färdvägarna Åsele - Lycksele och Vilhelmina - Lycksele. Där vägen korsar de tre vattendragen Gideälven, Lögdeälven och Öreälven finns naturrastplatser iordningställda. Delen Västermyrriset - Lycksele är relativt nyligen ombyggd, och en blandning av linjestakad och miljöstakad väg med 7-8 m vägbredd.

### Lycksele - Glommersträsk
Genom Lycksele passerar vägen över Umeälven tillsammans med E12. Efter utfarten ur staden passeras byn Lyckan och vägen går i en mycket rak sträckning, med liknande standard som mellan Västermyrriset och Lycksele, till byn Ruskträsk vid Vindelälven. Husbondliden ökar sitt invånarantal från några tiotal till några tusen en vecka om året då pingströrelsen håller tältmötet Lapplandsveckan i byn.
Vid passagen över Vindelälven och korsningen med länsväg 363 finns en stor rastplats. Vägen blir nu krokigare och backigare, med mycket av den äldsta naturliga stakningen kvar. Efter Kvarnåsen med sitt stora sågverk går vägen längs sjön Stor-Kvammarn. I Norsjövallen tar trafikanter till Norsjö till höger. Länsväg 365 korsas i Bäverhult.
Strax före Mensträsk åker man under det som är kvar av linbanan Kristineberg-Boliden. Skellefteälven passeras vid det stora vattenkraftverket Gallejaur. Vägen når sitt slut vid riksväg 95 precis väster om Glommersträsk.

## Korsningar och anslutningar
|  | Nr | Namn           | Skyltning                                       |
|  | -- | -------------- | ----------------------------------------------- |
|  |    | Älgsjö         | Umeå, Dorotea                                   |
|  |    |                | över Gideälven (Gigån)                          |
|  |    | Lillögda       | över Lögdeälven (Lögdån)                        |
|  |    | Västermyrriset | Fredrika                                        |
|  |    | Bratten        | över Öreälven (Örån)                            |
|  |    | Lycksele       | Vilhelmina. Bjurholm                            |
|  |    | Lycksele       |                                                 |
|  |    | Lycksele       | Mo i Rana (väg 365 svänger)                     |
|  |    | Lycksele       | Gäddträsk, Lycksele flygplats (väg 365 svänger) |
|  |    | Lycksele       | över Umeälven                                   |
|  |    | Lycksele       | Umeå                                            |
|  |    | Husbondliden   |                                                 |
|  |    | Lillögda       | över Vindelälven                                |
|  |    | Rusksele       | Sorsele, Umeå                                   |
|  |    | Norsjövallen   | Malå                                            |
|  |    | Norsjövallen   | Norsjö                                          |
|  |    | Bäverhult      | Sorsele, Malå, Skellefteå, Boliden              |
|  |    | Nicknoret      | över Skellefteälven                             |
|  |    | Glommersträsk  | Bodø, Skellefteå                                |

## Planerad utbyggnad
Delen Åsele - Lycksele byggs om i etapper där sträckan Älgsjö - Västermyrriset är kvar att åtgärda.

## Historik
Vägen är en del av militärvägen byggd på 1890-talet. Den är ombyggd många gånger sedan dess, men sträckningen är i stort sett densamma fortfarande.
1951 skyltades vägen som en del av länshuvudväg 356, Åsele - Karungi. 1962 blev den en del av riksväg 90. Nuvarande numrering gäller sedan 1986.